# Гробље Орловача
Орловача је једно од београдских гробља, а налази се у београдској општини Чукарица. Изградња гробља почела је 1988. године, а оно је са радом почело 1991. године.

## Локација
Гробље се налази у источном делу поља Орловача, на јужном ободу Београда, поред Ибарске магистрале, на граници општина Чукарица и Раковица. На југу се граничи са потоком Крушик, на северу са Крушичким потоком, док је долина Кијевског потока са источне стране гробља. Налази се између насеља Железник на северозападу и Петловог брда на североистоку.
Поље се протеже до Железника и на југу је омеђено потоком Рњаковац. Ограничено је пољима Мастирин на северу, Логориштем на југозападу, Дрењаку на југу и Прекопландишту на југоистоку. Северно од гробља налазе се железнички пут и раскрсница Ибарске магистрале, кружни и полукружни пут који повезује јужни руб Београда. Паралелно са кружним путем гради се јужни део нове београдске обилазнице.

## Историјат
У међуратном периоду за време Краљевине Југославије, земљиште је раздвојено и додељено од стране краљевске династије Карађорђевић носиоцима Краљевског ордена Белог орла. Подручје је било познато као Орловат, а после 1945. године комунистичке власти су национализовале земљу  и назвали ово подручје Орловача.
Детаљни урбанистички план за изградњу гробља завршен је 1985. године. Тим архитеката водила је Мирјана Лукић, а дизајн је урадио Институ за урбанизам, који је укључио идеје за све делова гробља, осим за будућу цркву. Изградња гробља почела је 1988. године, а оно је почело са радом 1991. године. Последњи архитектонски радови изведени су 2008. године, када је изнад главне зграде изграђена купола. Главна зграда дизајнирана је у облику цвета. Купола пречника 10 m направљена је од стакла.
Оригиналне капеле биле су смештене на привременом прилагођеном објекту, који није био погодан за то. Године 1998. Српска православна црква затражила је дозволу за изградњу цркве на гробљу, а Патријарх Павле освештао је простор на коме се она градила, 2. јуна 1998. године. Изградња цркве Светог Великомученика Прокопија почела је у јануару 1999. године, а завршена је и посвећена 2001. године. Цркву је дизајнирала архитекта Љубица Бошњак, фреске је радио Мића Белоћевић, а иконостас је насликала група уметника из Херцеговине.

## Градски саобраћај
До гробља се дневним линијама ГСП Београд може стићи :
- Линија 502 Миљаковац 1  — Орловача /Гробље/[3]
- Линија 533 Баново брдо  — Орловача /Гробље/[4]

## Галерија
- Спомен-чесма
- Мапа гробља
- Пријемни део гробља
- Спомен-плоча на тргу за испраћај
- Гробље и петља из ваздуха
- Црква Светог Великомученика Прокопија на Орловачи
- Гроб генерала Пере Чолића